# Wilshire Grand Center
Wilshire Grand Central é um arranha-céu de 73 andares de 335 metros de altura localizado no centro de Los Angeles, Califórnia. É o edifício mais alto de Los Angeles e da Califórnia, e o edifício mais alto à oeste do Rio Mississippi e fora da cidade de Nova York, Chicago e Filadélfia, e o 10º edifício mais alto dos Estados Unidos. Sua altura ultrapassa a altura do U.S. Bank Tower (o segundo mais alto de Los Angeles) 25 metros. O edifício faz parte de um complexo de hotéis, varejos, plataformas de observação, shopping centers e  escritórios, construído para revitalizar o centro de Los Angeles e a área ao redor do edifício. O desenvolvimento do complexo teve custo estimado de US$ 1,2 bilhão. O edifício possui uma área de 6 225 metros quadrados de varejo,  62 895 metros quadrados de escritórios Classe A e de 900 quartos de hotel. O InterContinental é a rede hoteleira que atua no edifício, composto de 900 quartos e suítes.

## História

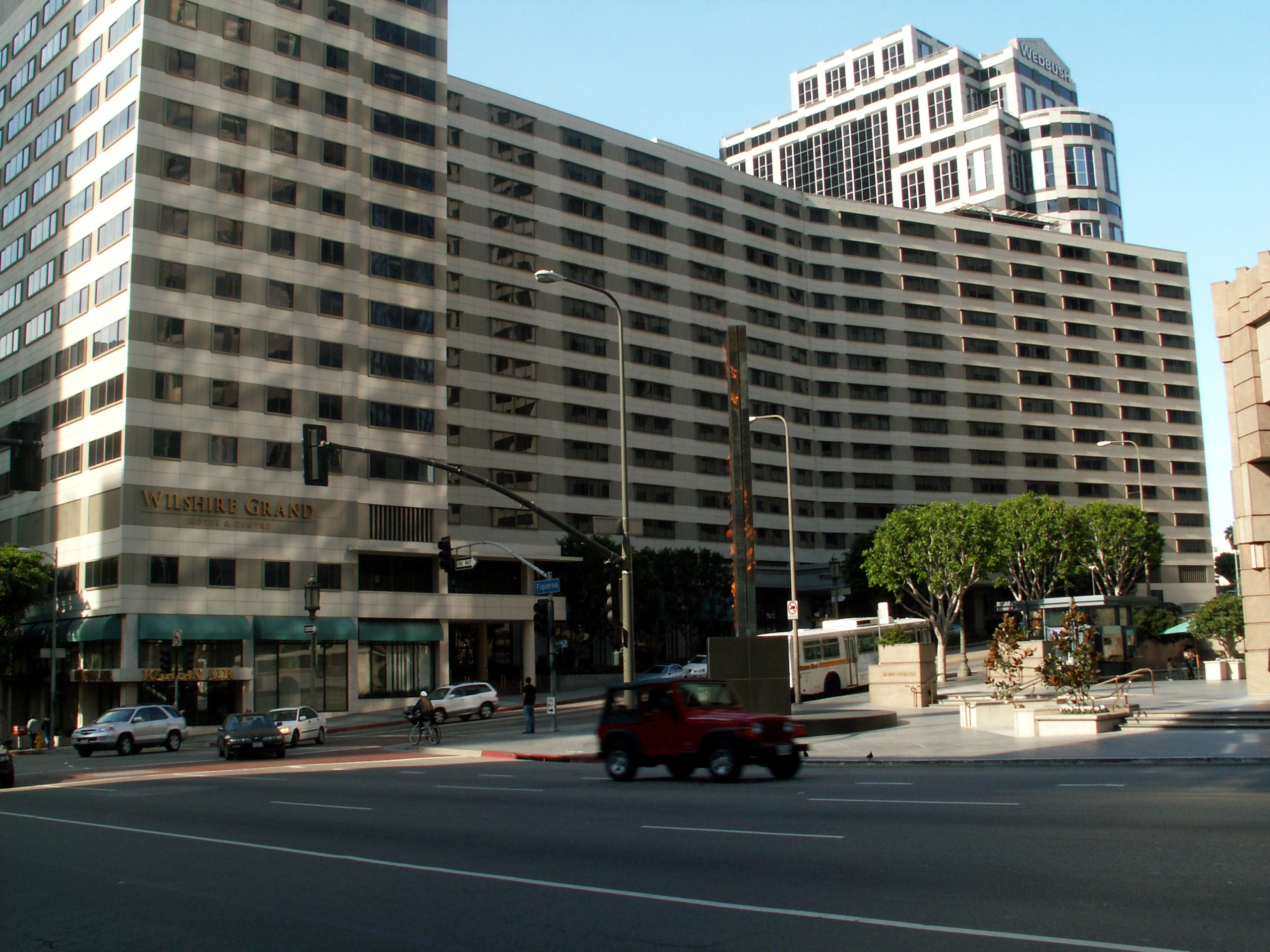
Wilshire Grand Hotel em 2006

O original Wilshire Grand Hotel, inaugurado em 1952 como Hotel Statler, estava localizado no lugar do novo Wilshire Grand. Em 1950, a cidade de Los Angeles emitiu a maior licença de construção única na época para a construção do hotel, que custou mais de US$ 15 milhões. O hotel rapidamente se tornou um marco da cidade de Los Angeles,[[carece de fontes?] e através de seus 59 anos de vida atraiu pessoas famosas, incluindo o presidente John F. Kennedy e Papa João Paulo II.
Em 1954, dois anos após a sua abertura, a Hilton Hotels & Resorts comprou a Statler Hotels (rede que atuava no hotel), o que fez mudar o nome do hotel para Statler Hilton. Em 1968, a Hilton embolsou o valor de US$ 2,5 milhões para a renovação  do hotel e o renomeou Los Angeles Hilton, e, mais tarde, Los Angeles Hilton & Tower. A Reliance Group, mais tarde, adquiriu o hotel em 1983 e investiu US$ 30 milhões em obras de reforma. A Korean Air adquiriu o Los Angeles Hilton da Reliance em 1989. Eles mudaram a gestão do hotel e tornou-se o Omni Los Angeles Hotel, em 1995, e, mais tarde, o Wilshire Grand Hotel, em 1999.

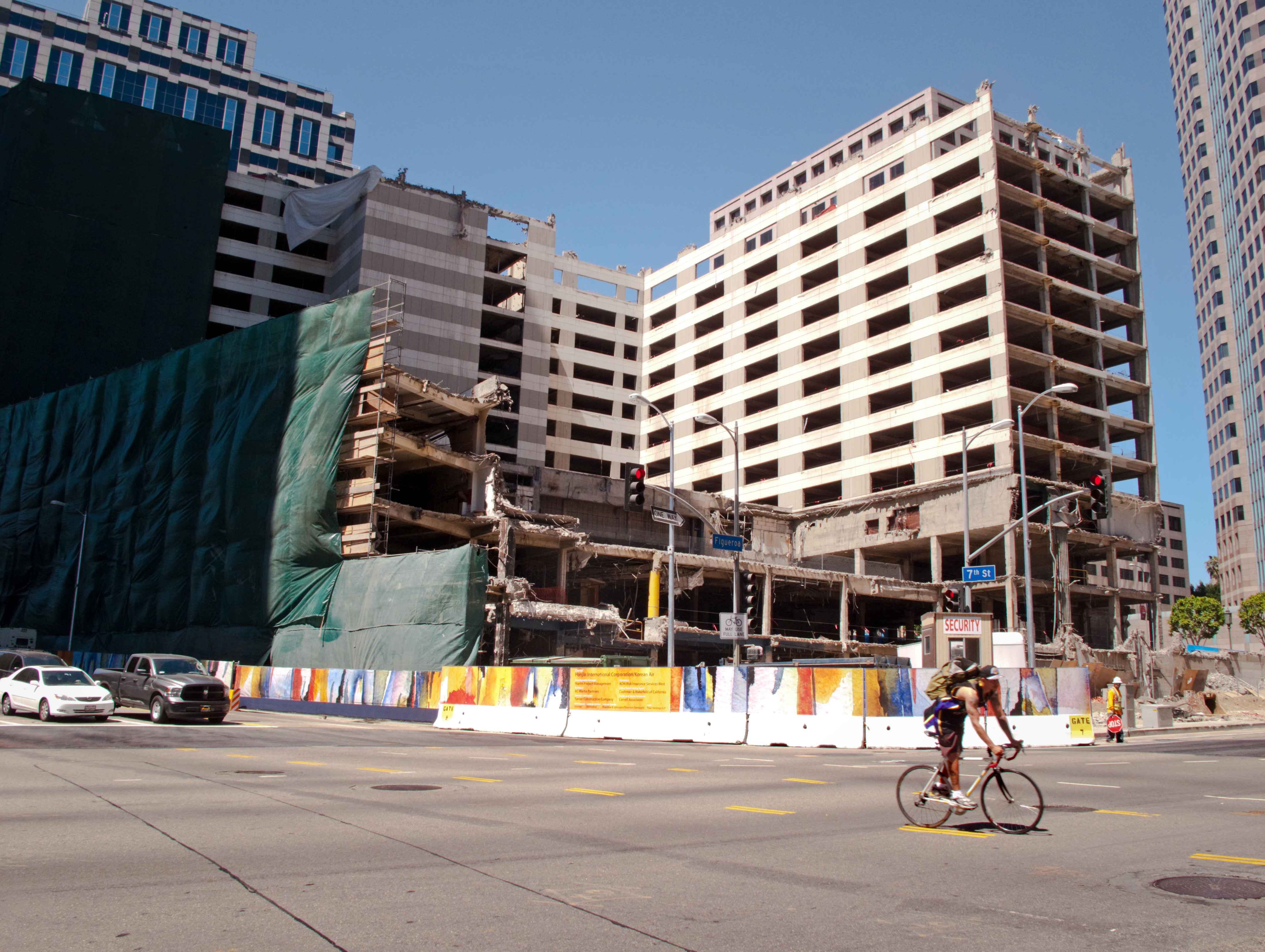
Demolição do Wilshire Grand Hotel em 2013

Buscando reviver a Wilshire Grand como um marco e um ícone de Los Angeles, o presidente e CEO Cho Yang-ho da Korean Air, concebeu a ideia de desenvolvimento de um novo complexo, o que incluiria o edifício mais alto de Los Angeles, com 335 m de altura. É também parte de um desenvolvimento urbano para revitalizar a Avenida Figueroa Street no centro de Los Angeles como um distrito de luz e sinais vibrantes, semelhante ao Times Square, em Nova York. A demolição do edifício original começou em 23 de outubro de 2012, e continuou por mais de um ano até 21 de novembro de 2013, quando uma cerimônia final foi realizada.

## Design
Originalmente projetado como dois edifícios, o mais alto teria 380 metros de altura, o complexo é, agora, um único edifício de 335 m de altura, os 73 andares da torre consiste em um uso misto, 889 salas de hotéis, varejo, deck de observação e áreas para escritórios. A agência de arquitetura, A.C. Martin Partners supervisionou o projeto e preparou o design atual. Eles assumiram o lugar da Thomas Properties, que conseguiu o início das propostas, mas os proprietários ficaram insatisfeitos com a sua abordagem. Uma característica distintiva do edifício é a sua coroa em forma de vela, que é iluminado com iluminação LED programada à noite. A torre irá liderar parte de um novo distrito d que vai se estender ao longo da Figueroa Corridor até o L.A. Live. A antena pesa 91 000 kg  e dá, ao edifício, cerca de 90 metros de altura.
O Wilshire Grand Centre é um arranha-céu característico no panorama de Los Angeles, porque é o primeiro edifício de mais de 75 metros de altura construído a partir de 1974 a não ter um telhado plano, uma característica integrante dos edifícios em Los Angeles hoje. Padrão de edifícios em Los Angeles, a característica desses "telhados planos" foi o resultado de um ordem dos bombeiros em 1974 que exigia que todos os edifícios altos da cidade deveriam ter nos telhados heliportos, em resposta ao devastador incêndio no Edifício Joelma em 1974 em São Paulo, Brasil, em que os helicópteros foram utilizados para resgates a partir do telhado plano do edifício. Porém o Departamento de Bombeiros de Los Angeles permitiu uma exceção ao edifício, no entanto, o prédio inclui avanços na segurança contra incêndio e tecnologia em sua construção (como um núcleo central de concreto armado) que excede o atual código de incêndio da cidade.
Os elevadores no Wilshire Grand Centre são fornecidos pela Otis Elevator Company. Os quatro elevadores que atendem o lobby principal do hotel no 70º andar são os segundo mais rápido da América do Norte, viajando a 9 m/s.

## Construção

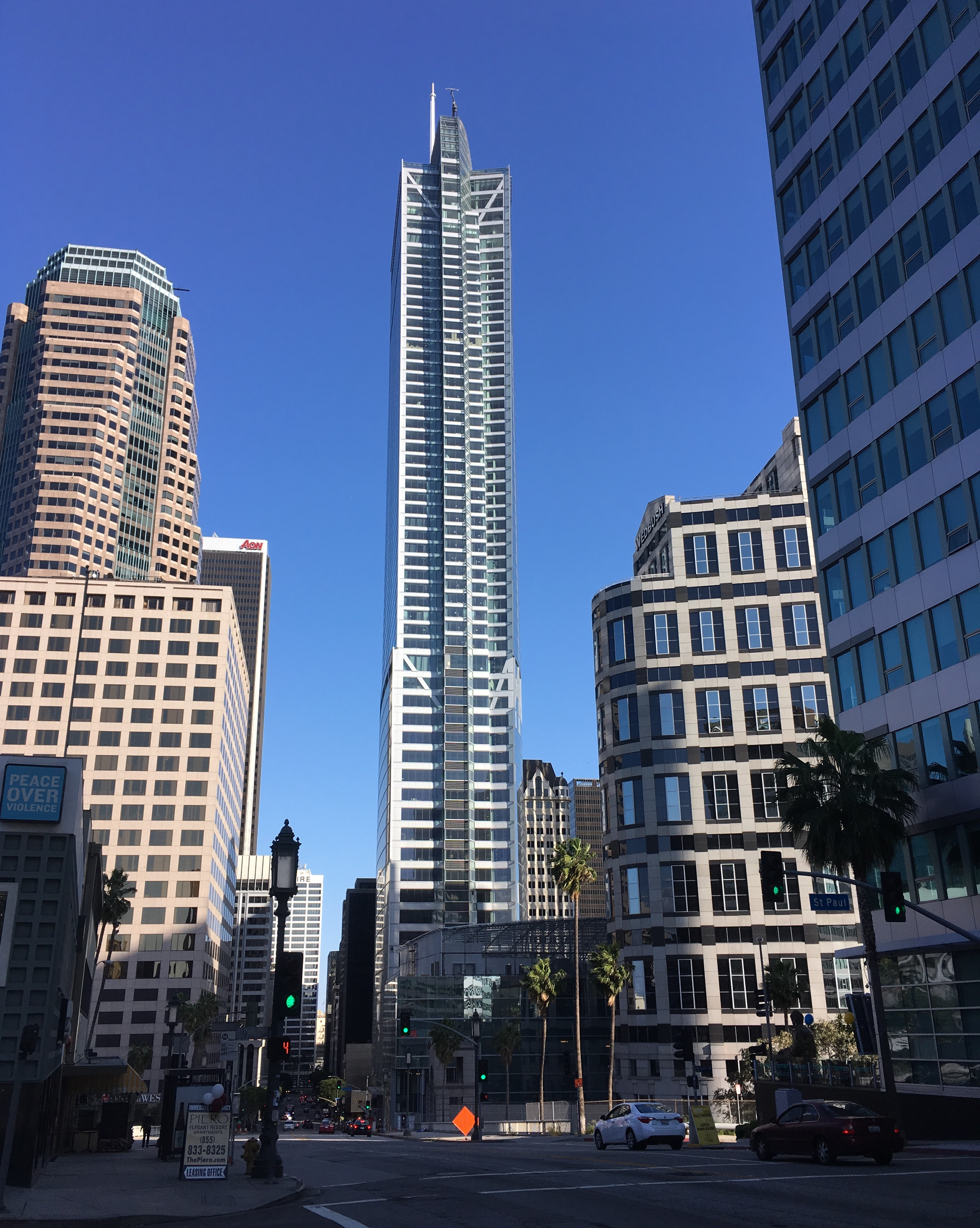
Vista oeste do Wilshire Grand Tower, de abril de 2017

A Turner Construction recebeu os contratos, tanto para a demolição do antigo hotel quanto para a construção do novo edifício, a última, que começou em 15 de fevereiro de 2014, quando 16 500 metros cúbicos de concreto foi derramado durante 20 horas, criando uma fundação de 5 metros para o que seria o edifício mais alto à oeste do Mississippi.
Em 16 de fevereiro de 2014, o Guinness World Records anunciou que 16 200 metros cúbicos de concreto, ou 37 000 000 kg, foi despejado para a construção da fundação, quebrando um recorde  de 16 000 metros cúbicos de concreto despejado, no qual foi definido em 1999, durante a construção do Hotel Venetian em Las Vegas.
Em 8 de março de 2016, a cerimônia de cobertura foi realizada.  Em 17 de março de 2016, um trabalhador morreu por suicídio depois de se jogar do 53° andar. Em 3 de setembro de 2016, o Wilshire Grand se tornou o mais alto edifício de Los Angeles com 335 metros de altura. O edifício foi inaugurado em 23 de junho de 2017.